# Renton, Washington
Renton là một thành phố nằm trong quận King thuộc tiểu bang Washington, Hoa Kỳ.
Thành phố này được đặt tên theo. Theo điều tra dân số của Cục điều tra dân số Hoa Kỳ năm 2000, thành phố có dân số người.

## Địa lý
Theo Cục điều tra dân số Hoa Kỳ, thành phố có diện tích km², trong đó có km² là diện tích mặt nước.